# 이은종
이은종 (李殷鍾, ? ~ ?)은 조선 말기의 문신으로 갑신정변의 행동대원이다.
1884년에 김옥균, 홍영식, 박영효, 서재필, 서광범 등과 함께 갑신정변을 일으켰다.
그는 서재창과 함께 민영익을 살해하기로 계획하고 자객을 시켜 사대당의 거두인 민영익을 죽이려 했으나 실패하였다.